# Abietinaria pacifica
Abietinaria pacifica is een hydroïdpoliep uit de familie van de Sertulariidae. De poliep komt uit het geslacht Abietinaria. Abietinaria pacifica werd in 1923 voor het eerst wetenschappelijk beschreven door Eberhard Stechow. 